# Scorpaena albifimbria
Scorpaena albifimbria — вид скорпеноподібних риб родини скорпенових (Scorpaenidae).

## Поширення
Вид зустрічається на заході Атлантичного океану від Флориди до Кюрасао.

## Опис
Риба дрібного розміру, завдовжки до 9 см. Забарвлення мінливе, від білого до червоного кольору, залежить від середовища проживання.

## Спосіб життя
Це морський, тропічний вид, що мешкає на коралових рифах на глибині до 36 м. Активний хижак, що живиться дрібною рибою та ракоподібними.